# Capitol Heights
La ville de Capitol Heights est située dans le comté du Prince George, dans l’État du Maryland, aux États-Unis. Sa population s’élevait à 4 050 habitants lors du recensement de 2020.